# Тукташ (Красногорський район)
Тукта́ш (рос. Тукташ) — присілок в Красногорському районі Удмуртії, Росія.

## Населення
Населення — 74 особи (2010; 83 в 2002).
Національний склад станом на 2002 рік:
- удмурти — 100 %